# Alleghe
Alleghe é uma comuna italiana da região do Vêneto, província de Belluno, com cerca de 1 408 habitantes. Estende-se por uma área de 29 km², tendo uma densidade populacional de 49 hab/km². Faz fronteira com Colle Santa Lucia, Rocca Pietore, San Tomaso Agordino, Selva di Cadore, Taibon Agordino, Zoldo Alto.

## Demografia
| Variação demográfica do município entre 1861 e 2011                               |
|                                                                                   |
| Fonte: Istituto Nazionale di Statistica (ISTAT) - Elaboração gráfica da Wikipedia |